# Alignement de Bel-Air
L' alignement de Bel-Air est alignement mégalithique, désormais ruiné, situé à Caurel dans le département français des Côtes-d'Armor.

## Protection
Les deux menhirs survivants sont classés au titre des monuments historiques en 1952.

## Description
Il s'agit d'un ancien alignement mégalithique probable désormais totalement ruiné. Cinq menhirs avaient déjà été détruit à la fin du XIXe siècle, un restait encore debout et un second couché à environ 5 m. Le menhir demeuré debout, en schiste ardoisier, fut renversé en 1949-1950 et sa base se fendit dans la chute. Ce menhir de forme aplatie et fine mesure 4,10 m de long sur 2 m de large pour une épaisseur de 0,34 m. Le second menhir mesure 4 m de long.
En 1952, à l’occasion de leur classement, il fut envisager de les redresser mais cela ne se fit pas. En 1955, le propriétaire les déplaça avec d'autres blocs de pierres du même type au bord du champ où ils disparaissent peu à peu dans le talus.